# 愛すべき夫妻の秘密
『愛すべき夫妻の秘密』（あいすべきふさいのひみつ、原題：Being the Ricardos）は、2021年制作のアメリカ合衆国の伝記映画。
1950年代にアメリカで放送された人気シットコム『アイ・ラブ・ルーシー』で主人公のリカード夫妻を演じたルシル・ボールとデジ・アーナズの関係を描く。アーロン・ソーキン監督・脚本、ニコール・キッドマン、ハビエル・バルデムらが出演。

## キャスト
※括弧内は日本語吹替。

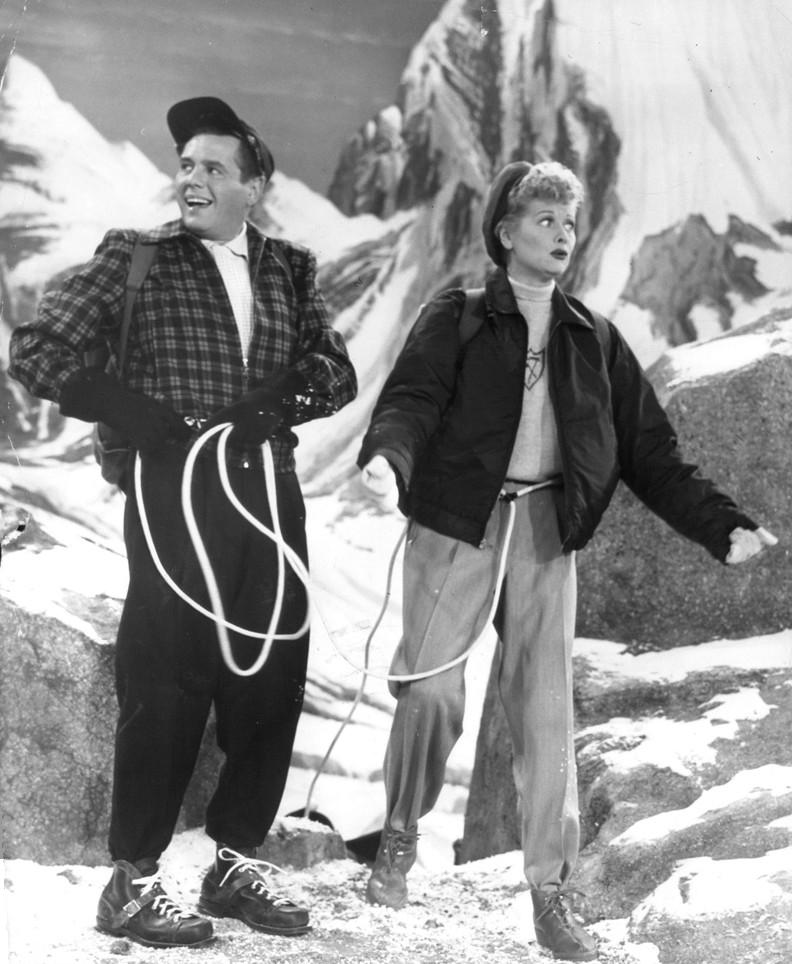
『アイ・ラブ・ルーシー』の1シーンより。ルシル・ボール（右）とデジ・アーナズ（1956年）。

- ルシル・ボール：ニコール・キッドマン（日野由利加）
- デジ・アーナズ：ハビエル・バルデム（内田直哉）
- ウィリアム・フローリー：J・K・シモンズ（牛山茂）
- ヴィヴィアン・ヴァンス：ニーナ・アリアンダ（小松由佳）
- ジェス・オッペンハイマー：トニー・ヘイル（宮本崇弘）
- 晩年のジェス・オッペンハイマー：ジョン・ルービンスタイン（玉野井直樹）
- マデリン・ピュー：アリア・ショウカット（山口協佳）
- 晩年のマデリン・ピュー：リンダ・ラヴィン（桜岡あつこ）
- ボブ・キャロル：ジェイク・レイシー（豊田茂）
- 晩年のボブ・キャロル：ロニー・コックス（見上裕昭）
- ハワード・ウェンク：クラーク・グレッグ（長谷川敦央）
- ジョー・ストリックランド：ネルソン・フランクリン
- ロジャー・オッター：ジェフ・ホルマン（玉野井直樹）
- ティップ・トリビー：ジョナ・プラット
- ドナルド・グラス：クリストファー・デナム
- チャールズ・ケルナー：ブライアン・ホウ
- メイシー：ロン・パーキンス

日本語吹替その他：中島智彦、橋本信明、俊藤光利、羽鳥佑、中尾智、米本早希、山田寛人、京花優希、鈴木咲、渡辺ゆかり
日本語版制作スタッフ　演出：小山悟、翻訳：高木美和、録音・調整：荒井孝、制作：東北新社